# Chacao-Kanal
Der Chacao-Kanal, auch Kanal von Chacao, (spanisch Canal de Chacao) ist eine Meerenge in der Región de Los Lagos von Chile, und trennt die Insel Chiloé vom chilenischen Festland. Der Kanal ist etwa 40 km lang und 4 km breit und verbindet den Pazifischen Ozean mit dem Golf von Ancud.
Eine einadrige 220-kV-Stromleitung mit einer Spannweite von 2682 Metern überquert den Chacao-Kanal. Sie wurde 1995 errichtet. Die Masten an beiden Enden dieser Spannweite sind jeweils 179 Meter hoch.

## Geografie
Verwaltungstechnisch gehört der Chacao-Kanal zur Región de Los Lagos: Das nördliche Ufer ist zwischen den Gemeinden Maullín und Calbuco (Provinz Llanquihue) aufgeteilt, während das südliche Ufer zur Gemeinde Ancud (Provinz Chiloé) gehört. Der Straßenverkehr zwischen beiden Ufern wird durch einen Fährdienst gewährleistet, der die Ortschaften Pargua auf dem Festland und Chacao auf der Isla Grande verbindet.
Etwa 700 Meter von der südlichen Uferseite des Kanals entfernt befindet sich ein felsiges Vorgebirge, das als Roca Remolinos bekannt ist. Seine Spitze kann gelegentlich bei sehr niedrigem Wasserstand sichtbar werden. Etwa 1500 Meter südöstlich von Roca Remolinos liegt eine 20 Meter tiefe Erhebung, die als Seluian Bank bekannt ist.
Die horizontale Strömungsgeschwindigkeit der Gezeiten im Kanal erreicht während der Flut ein Maximum von 4 bis 5 m/s und während der Ebbe 3 bis 4 m/s. Der Kanal besitzt ein hohes Gezeitenenergie-Potenzial.

## Brücke
Der Bau einer Brücke zur Verbindung der Insel mit dem Festland wurde auf Regierungsebene über längere Zeit diskutiert. Während der ersten Amtszeit von Michelle Bachelet (2006–2010) wurde das Projekt aufgrund der hohen Kosten im Vergleich zu anderen Vorschlägen zur Verbesserung der Lebensbedingungen der Inselbewohner abgelehnt. Später wurde es während der Amtszeit von Sebastián Piñera wieder aufgenommen und schließlich ausgeschrieben. Die Bauarbeiten begannen 2018 und die Fertigstellung wird für 2028 erwartet.